# Pommeret
Pommeret (bret. Peuñvrid) – miejscowość i gmina we Francji, w regionie Bretania, w departamencie Côtes-d’Armor.
Według danych na rok 1990 gminę zamieszkiwało 1696 osób, a gęstość zaludnienia wynosiła 127 osób/km² (wśród 1269 gmin Bretanii Pommeret plasuje się na 372. miejscu pod względem liczby ludności, natomiast pod względem powierzchni na miejscu 722.).